# Narboneta
Narboneta ist eine zentralspanische Gemeinde (municipio) mit 43 Einwohnern (Stand: 2024) im Osten der Provinz Cuenca in der Autonomen Region Kastilien-La Mancha. 

## Lage und Klima
Narboneta liegt auf der Westseite des Iberischen Gebirges in einer Höhe von ca. 850 m. Die Provinzhauptstadt Cuenca befindet sich gut 80 Kilometer (Fahrtstrecke) westnordwestlich. Das Klima im Winter ist gemäßigt, im Sommer dagegen warm bis heiß. Regen (443 mm/Jahr) fällt das ganze Jahr über.

## Bevölkerungsentwicklung
| Jahr      | 1970 | 1981 | 1991 | 2001 | 2011 | 2021 |
| Einwohner | 222  | 107  | 99   | 87   | 59   | 42   |

## Sehenswürdigkeiten

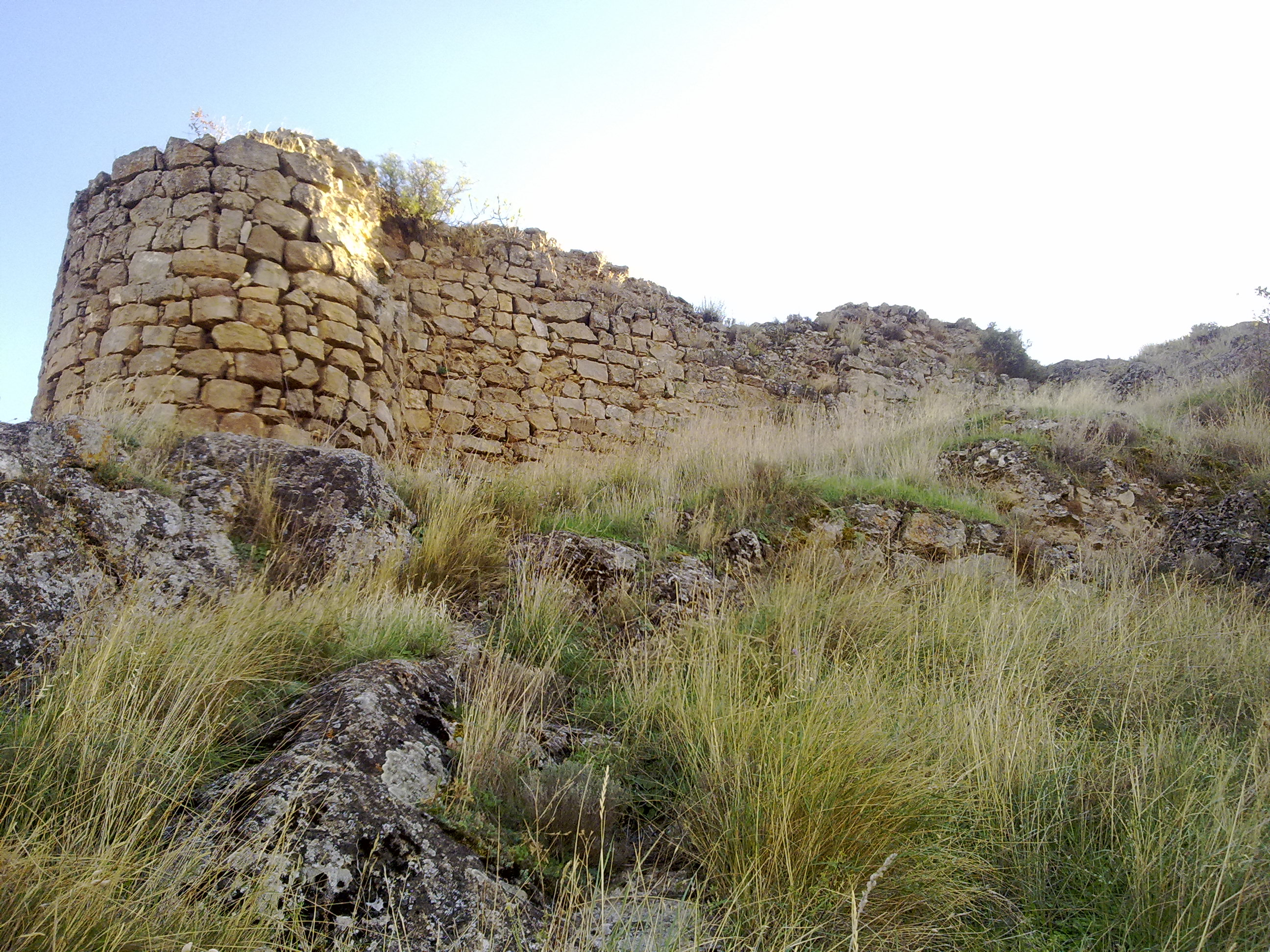
Burgrest
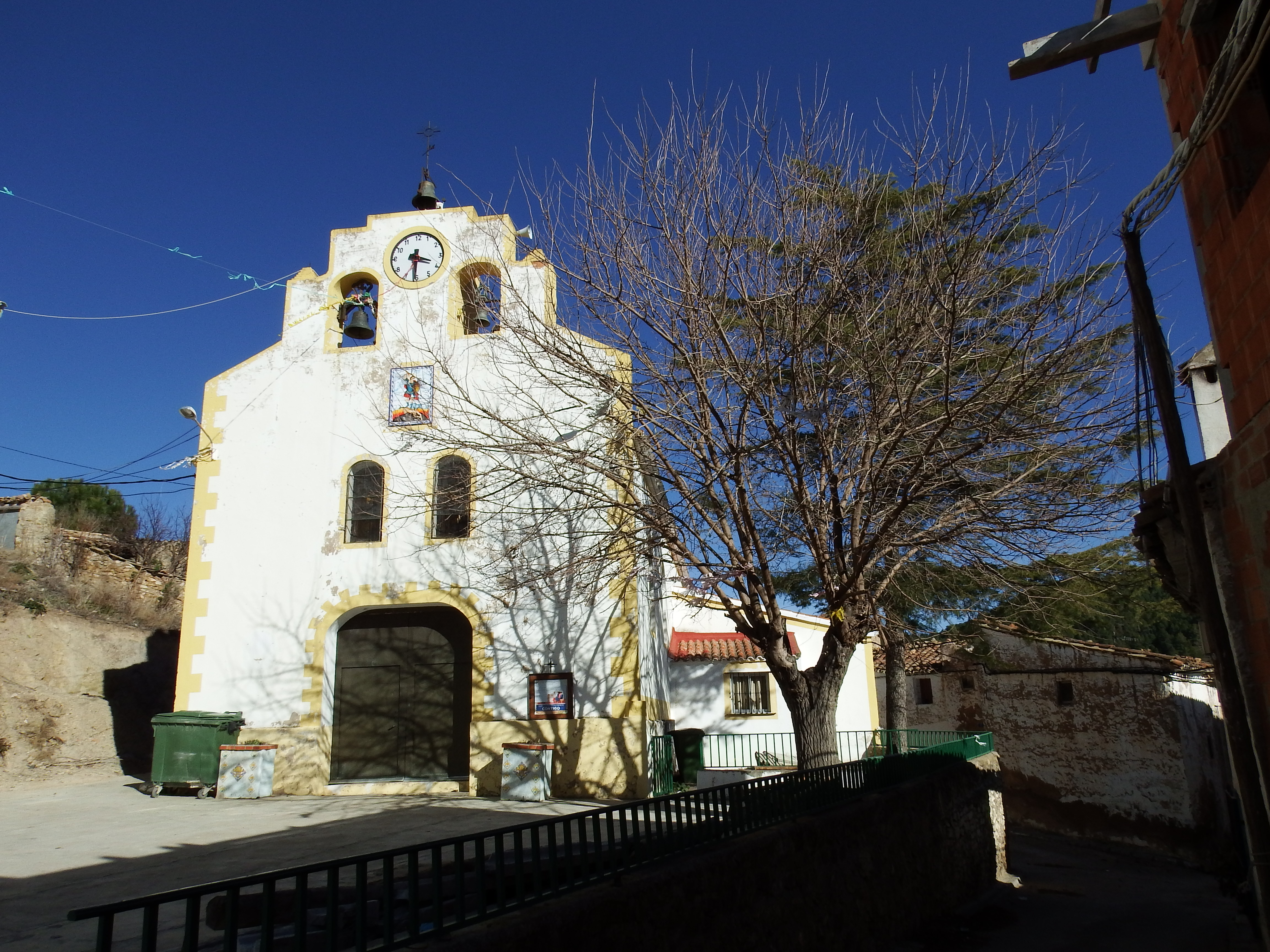
Kirche Mariä Himmelfahrt
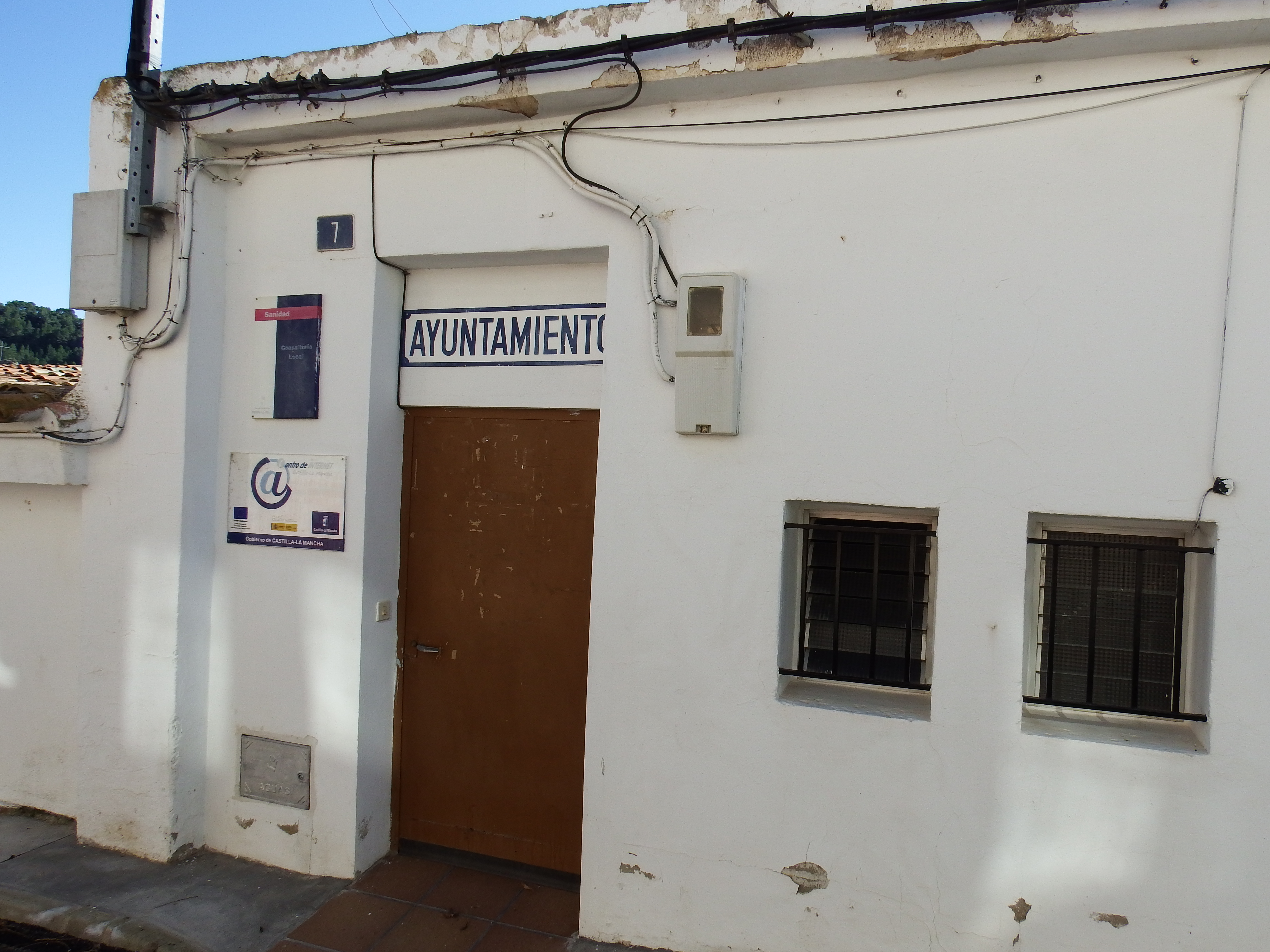
Rathaus

- Burgrest
- Kirche Mariä Himmelfahrt
- Rathaus